# Bastion (personaggio)
Bastion è un personaggio dei fumetti creato da Scott Lobdell (testi) e Pascual Ferry (disegni), pubblicato dalla Marvel Comics. Fatto un breve cameo sulle pagine di X-Men n. 56 (maggio 1996), Bastion venne pienamente mostrato la prima volta su Uncanny X-Men n. 333 (giugno 1996). Risultato dell'unione mistica degli androidi Master Mold e Nimrod, Bastion è un essere umano a tutti gli effetti, avente però una mente computerizzata e la caratteristica programmazione delle Sentinelle volta allo sterminio della razza mutante.

## Biografia del personaggio

### Origini
Bastion prese vita dopo che la sentinella futuristica Nimrod attraversò il portale mistico noto come Seggio Periglioso al seguito della X-Man Rogue. Venuto in contatto con uno dei tanti componenti di Master Mold, che cominciò quindi ad invadere la sua programmazione originale, dopo essere passato per il Seggio, Nimrod ne riemerse sotto forma di essere umano dotato però di mente cibernetica. Incontrata Rose Gilberti, e dimentico della propria missione originaria, vale a dire sterminare il genere mutante, l'uomo chiamato Bastion visse per un breve periodo con la donna, fino a quando entrò in contatto con il gruppo anti-mutanti Amici dell'Umanità guidato da Graydon Creed e ricordò il motivo della sua esistenza.

### Operazione: Zero Tolerance
Utilizzati gli Amici dell'Umanità per farsi strada all'interno dell'apparato governativo americano, Bastion convinse i responsabili del progetto Sentinella ad affidargli la creazione di un nuovo modello: le Sentinelle Omega. Due eventi sancirono quindi l'inizio dell'Operazione: Zero Tolerance, la caduta di Onslaught e la morte di Greydon Creed, con le quali al cyborg fu data carta bianca nella trasformazione di comuni esseri umani in Sentinelle Omega. Durante l'operazione, il gruppo di cyborg riuscì a catturare Jubilee ed altri membri degli X-Men, a prendere il controllo dello Xavier Institute e ad ottenere il possesso dei Protocolli Xavier, una lista di file contenenti informazioni su come eliminare fisicamente qualunque mutante fosse mai entrato nelle file degli X-Men. Persuaso dal senatore Robert Kelly e da Henry Peter Gyrich, il presidente sospese l'operazione e ordinò allo S.H.I.E.L.D. di catturare Bastion, cosa avvenuta poi con l'aiuto di Uomo Ghiaccio, Cecilia Reyes e Marrow. Tuttavia, Bastion riuscì a fuggire dalla prigionia e tentò di attuare una seconda crociata mutante, ma fu fermato da Cable e riconsegnato alla custodia dello S.H.I.E.L.D., solo per essere più tardi decapitato da Wolverine, in quel momento utilizzato da Apocalisse come Morte, uno dei suoi Cavalieri.

### Template
Trovati i resti di Bastion e rimessili insieme, l'ex agente dello S.H.I.E.L.D. Mainspring, era pronto a dare il via al suo progetto di studio e distruzione dei Phalanx. Insieme al gruppo di scienziati con i quali lavorava, Mainspring perse però il controllo di Bastion, che adottato il nome di Template ed un nuovo corpo, uccise tutti i responsabili del progetto. Fuggito, Template si scontrò con Warlock e Wolfsbane e scomparve nel nulla. Tempo dopo Ms. Marvel contattò gli X-Men per informarli del luogo nel quale il cyborg si trovava, e sollecitare un loro intervento; Shadowcat, Gambit e Wolverine furono inviati nel luogo dove si trovava, solo per essere poi ingannati da quest'ultimo con una serie di ologrammi. Il gruppo riuscì a riprendere i file che Bastion aveva rubato ai tempi di Operazione: Zero Tolerance, ma il cyborg riuscì a fuggire nuovamente.

### X-Force
Dopo gli eventi di Messiah Complex un gruppo di Purificatori fece irruzione all'interno di un deposito S.H.I.E.L.D. da dove trafugò la testa di Bastion. Riunitala con il corpo di Nimrod, diedero nuova vita all'androide che non perse tempo prima di mettersi alla guida del gruppo religioso. Scoperto che nessuna forza terrestre avrebbe mai potuto metter fine alla razza mutante, Bastion trovò sommerso sul fondo del mare il corpo della creatura cibernetica Magus, dal quale ne estrasse una porzione per poi iniettarla nei corpi di coloro che intendeva controllare per i suoi fini.

## Altre versioni

### L'era di Apocalisse
Nell'universo alternativo noto come L'era di Apocalisse, Bastion viene nominato ma mai mostrato. Alcuni X-Men discutono di una sua eventuale rimozione da un qualche incarico, mentre sono impegnati in missione.

## Altri media

### Televisione
Bastion compare in:
- X-Men '97

### Videogiochi
Bastion compare in:
- X-Men: Next Dimension
- X-Men Legend II: L'Era di Apocalisse
- X-Men: Destiny
- Marvel: Avengers Alliance